# Sylvain Souop
Pour les articles homonymes, voir Souop.
Sylvain Souop est un avocat au barreau du Cameroun décédé le 16 janvier 2020 à Yaoundé des suites d'un accident de voiture dans la ville de Bafoussam.

## Biographie

### Carrière
Maître Souop exerce au barreau du Cameroun comme avocat[réf. souhaitée]. Il a dirigé le cabinet d'affaires Souop Law & Finance.

### Mort tragique
Après un accident de la circulation survenu à Bafoussam, maître Souop est transporté à l'hôpital de Yaoundé. Il meurt quelques jours plus tard dans cette formation hospitalière. Il s'ensuit une grande polémique relayée par les médias. L'autopsie du corps, réalisée le 15 février 2020, ne révèle pas clairement les causes de son décès subit,.

### Articles liés
- Yondo Black, Maurice Kamto, Mamadou Mota, Charles Tchoungang, Josette Kadji